# Stigmatodactylus javanicus
Stigmatodactylus javanicus är en orkidéart som beskrevs av Rudolf Schlechter och Johannes Jacobus Smith. Stigmatodactylus javanicus ingår i släktet Stigmatodactylus och familjen orkidéer.
Artens utbredningsområde är Java. Inga underarter finns listade i Catalogue of Life.